# 楊之後
《楊之後》（英語：After Yang）是名田高梧執導、編劇和剪輯的2021年形上學科幻劇情片，由科林·法瑞尔、朱迪·特纳-史密斯、賈斯汀·閔、曾晶瑩和海莉·盧·理查森主演，講述一組家庭嘗試修復他們無反應的機器人孩子。影片於2021年7月8日在坎城影展舉行全球首映，並於2022年3月4日由A24和Showtime發行。《楊之後》上映後取得好評。

## 劇情
傑克（Jake）和凱拉（Kyra）與養女米卡（Mika）和機器人孩子楊（Yang）住在一起，楊從認證經銷商「第二兄弟姊妹」買來，而非原始製造商「兄弟姊妹公司」。當楊沒有反應時，傑克開始執行修復他的任務。兄弟姐妹建議更換楊，這意味著他的身體會被分化。傑克不想讓米卡傷心，決心拯救他的機器人孩子。楊在閃回中向困惑的米卡保證，雖然她是被收養，但仍然是這個家庭的一員。
傑克把楊帶到廉價修理工拉斯（Russ）那裏，拉斯聲稱自己發現了楊體內隱藏的攝像頭。傑克把「攝像頭」帶給博物館專業人員克萊奧（Cleo），她告知這實際上是楊的記憶庫。傑克回家後查看楊的記憶，其中包括楊生活中的點滴，以及與名叫艾達（Ada）的女人相處的時光。隔天，傑克把楊帶給克萊奧。在閃回中，楊對自己並非真正活著而感到難過。
傑克搜索是複製人的艾達，她證實了楊與她有過關係，解開了傑克的質疑。傑克和凱拉決定放下過去，讓楊分解並把他的記憶捐贈給博物館。在閃回中，楊和凱拉討論了來世的幾無可能。
傑克與楊的前任主人南希（Nancy）交談，她提到楊不是新產品。傑克在記憶庫中發現了可以解開楊更多記憶的設置，原來在傑克和南希前已經度過了一生，並與叫艾達的女生建立關係。年長的艾達一直在照顧楊氏首個家庭的老母親，之後死於車禍。年輕的艾達告訴傑克，楊記憶中的那個人是她的姑婆。晚上，米卡告訴傑克她不想和楊說再見。傑克同意了，米卡開始唱起以前在楊的記憶中聽過的歌。

## 演員
- 柯林·法洛 飾 傑克
- 朱迪·特纳-史密斯（英语：Jodie Turner-Smith） 飾 凱拉
- 賈斯汀·閔 飾 楊
- 曾晶瑩（Malea Emma Tjandrawidjaja） 飾 米卡
- 海莉·盧·理查森 飾 艾達
- 里奇·柯斯特 飾 拉斯
- 莎莉塔·喬杜芮（英语：Sarita Choudhury） 飾 克萊奧
- 小克利夫頓·柯林斯 飾 喬治（George）
- 黛博拉·赫德瓦尔（Deborah Hedwall） 飾 南希

## 製作

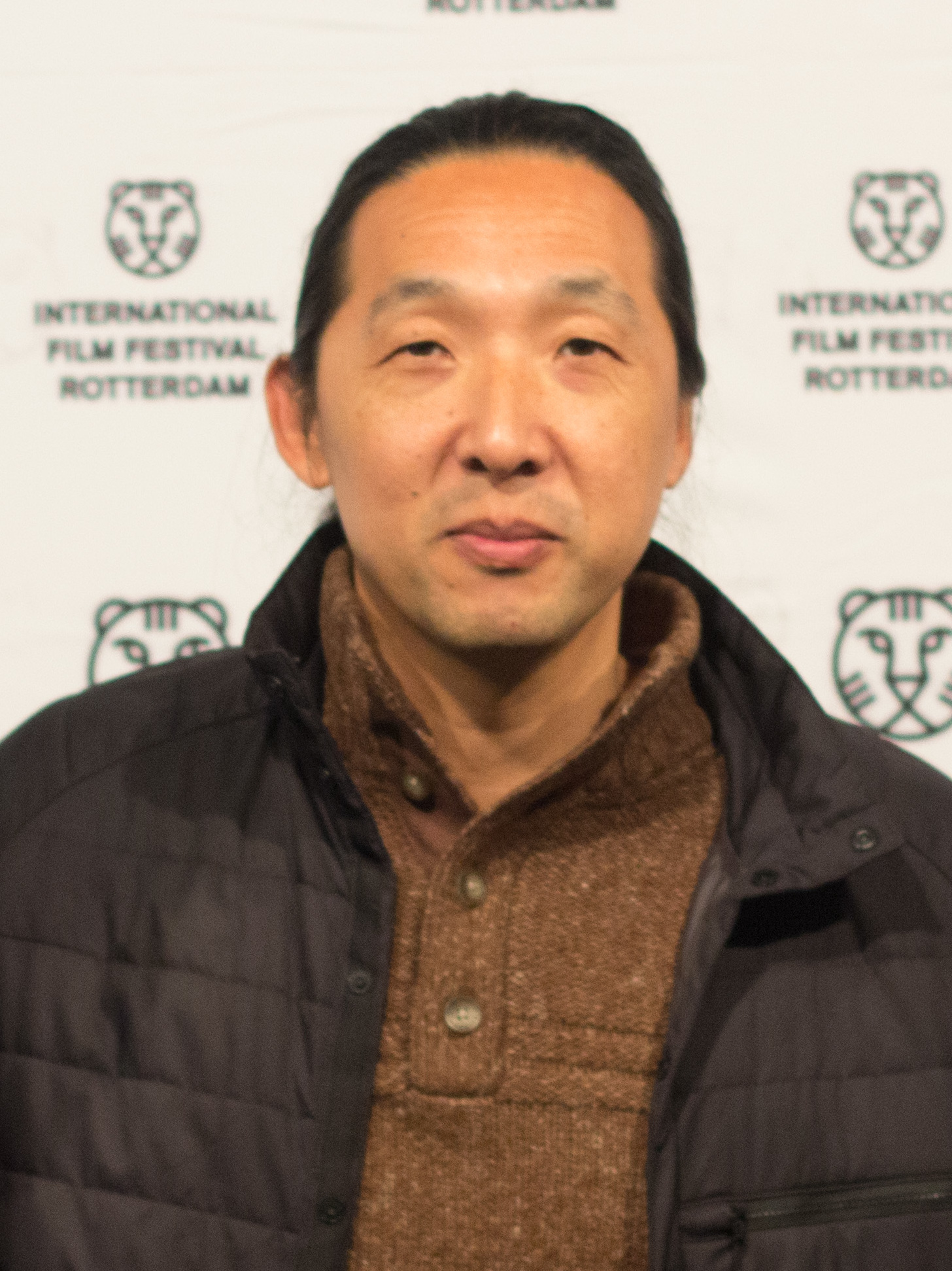
編劇、導演和剪輯師名田高梧

2018年6月，有消息稱製片人泰瑞莎·朴取得亞歷山大·溫斯坦短篇故事《向楊說再見》（"Saying Goodbye to Yang"）的銀幕權，並將由名田高梧執導和編劇。2019年2月，柯林·法洛據稱將出演由A24發行的《楊之後》。2019年4月，格什菲·法拉哈尼、賈斯汀·閔、莎莉塔·喬杜芮和海莉·盧·理查森加入演員陣容。隔月，朱迪·特纳-史密斯和小克利夫頓·柯林斯進入劇組，而特纳-史密斯頂替法拉哈尼。主體拍攝於2019年5月1日展開。

## 上映
電影在於2021年7月8日在坎城影展舉行全球首映，之後於2022年1月21日在日舞影展舉行北美首映，並贏得艾爾弗雷德·P·斯隆劇情片大獎。影片於2022年3月4日在影院和Showtime串流平台同步發行。

## 反響

### 票房
電影首週在美國和加拿大的24座戲院大約入帳46,872美元。

### 專業評價

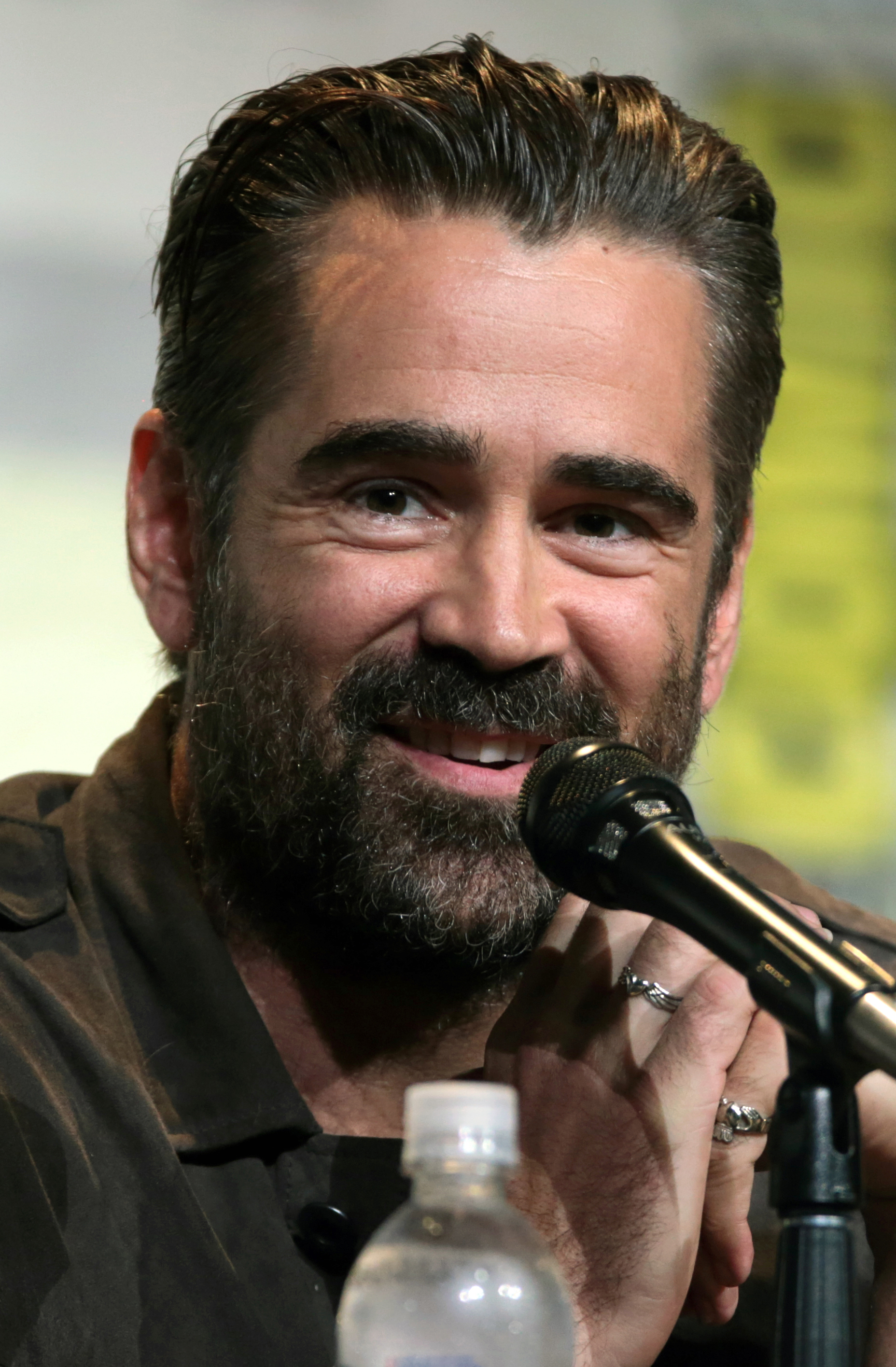
柯林·法洛的演技備受讚賞

評論匯總網站爛番茄共收集163篇影評，認可度達八成八，平均分7.8分（滿分10分），共識評價為「雖然《楊之後》的所及範圍偶爾無法掌握，但能給予願意留在低頻的人豐厚的回報」。Metacritic基於39篇評論文章，平均分數為79（滿分100），綜合結果為「普遍好評」。
《紐約時報》的布蘭登·于（Brandon Yu）稱電影是人類的存在危機，要求觀眾需評估活著的意義。《多邊形》的利欧·金（Leo Kim）表示影片考慮多個問題，包括「失去的證明、審視我們對科技的依賴和有關在乎的深刻人性故事」。《紐約客》的理查德·布羅迪（Richard Brody）認為電影的角色活在「瑣碎樂趣的軟式技術法西斯主義，以及名田高梧大膽、狡猾地呈現出吸引力的誘人表面」。《大西洋》的大衛·西姆斯（David Sims）稱這部電影問在充滿科技的世界中什麼意味著人類，並「最後變成憂戚的劇情片，就像個平靜的謎團，不僅試圖了解當中的人類主角，更去理解所有社會關係的深度基礎」。
2022年，爛番茄網站整理「有史以來最好的81部亞裔美國電影」名單，本片排名第24名。

#### 影評年度十大電影排行
- No. 1 小鎮小村（英语：Town & Country (magazine)）[26]
- No. 2 Collider[27]
- No. 2 Filmspotting（英语：Filmspotting）[註 1][28]
- No. 3 /Film（英语：/Film）[註 2][29]
- No. 3 MovieWeb（英语：MovieWeb）[30]
- No. 4 哈潑時尚[31]
- No. 4 觀察者（英语：Observer Media）[註 3][32]
- No. 4 The Reveal[註 4][33]
- No. 5 BBC文化[34]
- No. 5 Filmspotting[註 5][35]
- No. 5 io9（英语：Io9）[36]
- No. 5 The Reveal[註 6][37]
- No. 6 波士頓網（英语：Boston.com）[38]
- No. 7 鹽湖城週報（英语：Salt Lake City Weekly）[39]
- No. 8 大西洋雜誌[40]
- No. 8 綜藝雜誌[註 7][41]
- No. 9 /Film（英语：/Film）[註 8][42]
- No. 9 /Film[註 9][43]
- No. 9 奧斯汀紀事報[註 10][44]
- No. 10 IndieWire[45]
- － 泰·布爾[46]

### 提名及獲獎
| 獎項                                 | 日期           | 獎項                                | 入圍者                   | 結果       | 參                   |
| ------------------------------------ | -------------- | ----------------------------------- | ------------------------ | ---------- | -------------------- |
| 坎城影展                             | 2021年7月17日  | 一種注目                            | 《人造眷戀》             | 入选       | [ 47 ]               |
| 圣丹斯电影节                         | 2022年1月25日  | 艾尔弗雷德·P·斯隆劇情片大獎         | 《人造眷戀》             | 獲獎       | [ 48 ] [ 49 ]        |
| 好萊塢影評人協會季中獎               | 2022年7月1日   | 最佳獨立電影                        | 《人造眷戀》             | 提名       | [ 50 ]               |
| 韓國電影評論家協會獎                 | 2022年11月23日 | 國際影評人協會韓國本部獎－國外部門  | 《人造眷戀》（名田高梧） | 獲獎       | [ 51 ]               |
| 哥譚獎                               | 2022年11月28日 | 最佳劇本                            | 名田高梧                 | 提名       | [ 52 ] [ 53 ]        |
| 哥譚獎                               | 2022年11月28日 | 最佳主角演出                        | 科林·法雷尔              | 提名       | [ 52 ] [ 53 ]        |
| 波士頓影評人協會獎                   | 2022年12月11日 | 最佳男主角                          | 科林·法雷尔              | 獲獎       | [ 54 ] [ 55 ]        |
| 波士頓影評人協會獎                   | 2022年12月11日 | 最佳改編劇本                        | 名田高梧                 | 獲獎       | [ 54 ] [ 55 ]        |
| 芝加哥影評人協會獎                   | 2022年12月14日 | 最佳改編劇本                        | 名田高梧                 | 提名       | [ 56 ] [ 57 ]        |
| 芝加哥影評人協會獎                   | 2022年12月14日 | 最佳藝術指導／美術設計              | 《人造眷戀》             | 提名       | [ 56 ] [ 57 ]        |
| 印第安納電影記者協會獎               | 2022年12月19日 | 最佳影片                            | 《人造眷戀》             | 決選名單   | [ 58 ] [ 59 ] [ 60 ] |
| 印第安納電影記者協會獎               | 2022年12月19日 | 最佳改編劇本                        | 名田高梧                 | 亚军       | [ 58 ] [ 59 ] [ 60 ] |
| 印第安納電影記者協會獎               | 2022年12月19日 | 最佳導演                            | 名田高梧                 | 提名       | [ 58 ] [ 59 ] [ 60 ] |
| 印第安納電影記者協會獎               | 2022年12月19日 | 最佳主角演出                        | 科林·法雷尔              | 提名       | [ 58 ] [ 59 ] [ 60 ] |
| 印第安納電影記者協會獎               | 2022年12月19日 | 最佳配角演出                        | 賈斯汀·H·閔              | 提名       | [ 58 ] [ 59 ] [ 60 ] |
| 印第安納電影記者協會獎               | 2022年12月19日 | 最佳整體演出                        | 《人造眷戀》             | 提名       | [ 58 ] [ 59 ] [ 60 ] |
| 印第安納電影記者協會獎               | 2022年12月19日 | 最佳配樂                            | 松宮飛鳥、坂本龍一       | 提名       | [ 58 ] [ 59 ] [ 60 ] |
| 印第安納電影記者協會獎               | 2022年12月19日 | 最佳剪輯                            | 名田高梧                 | 提名       | [ 58 ] [ 59 ] [ 60 ] |
| 印第安納電影記者協會獎               | 2022年12月19日 | 最佳攝影                            | 班傑明·盧布              | 提名       | [ 58 ] [ 59 ] [ 60 ] |
| 印第安納電影記者協會獎               | 2022年12月19日 | 最佳特技／動作編排                  | 西莉亞·洛森-霍爾         | 提名       | [ 58 ] [ 59 ] [ 60 ] |
| 紐約影評人協會                       | 2023年1月4日   | 最佳男主角                          | 科林·法雷尔              | 獲獎       | [ 61 ]               |
| 哥倫布影評人協會獎                   | 2023年1月5日   | 最佳受低估電影                      | 《人造眷戀》             | 獲獎       | [ 62 ] [ 63 ]        |
| 聖地牙哥影評人協會獎                 | 2023年1月6日   | 最佳青年演出（16歲以下）            | 曾晶瑩                   | 提名       | [ 64 ] [ 65 ]        |
| 國家影評人協會獎                     | 2023年1月7日   | 最佳男主角                          | 科林·法雷尔              | 第1名      | [ 66 ] [ 67 ]        |
| Gold House2023年度金榜               | 2023年1月10日  | 最佳改編劇本獎                      | 《人造眷戀》             | 榮譽提名獎 | [ 68 ]               |
| 夏威夷影評人協會獎                   | 2023年1月13日  | 最佳受低估電影                      | 《人造眷戀》             | 提名       | [ 69 ] [ 70 ]        |
| 喬治亞影評人協會獎                   | 2023年1月13日  | 最佳影片                            | 《人造眷戀》             | 提名       | [ 71 ] [ 72 ]        |
| 喬治亞影評人協會獎                   | 2023年1月13日  | 最佳改編劇本                        | 名田高梧                 | 提名       | [ 71 ] [ 72 ]        |
| 波特蘭評論家協會獎                   | 2023年1月16日  | 最佳科幻劇情片                      | 《人造眷戀》             | 提名       | [ 73 ] [ 74 ]        |
| 芝加哥獨立影評人贏獨獎               | 2023年1月21日  | 最佳改編劇本                        | 名田高梧                 | 提名       | [ 75 ] [ 76 ]        |
| 堪薩斯城影評人協會 詹姆斯·魯岑希澤獎 | 2023年1月22日  | 最佳電影                            | 《人造眷戀》             | 提名       | [ 77 ] [ 78 ]        |
| 堪薩斯城影評人協會 詹姆斯·魯岑希澤獎 | 2023年1月22日  | 最佳科幻／奇幻／恐怖電影文斯·寇勒獎 | 《人造眷戀》             | 提名       | [ 77 ] [ 78 ]        |
| 道林電影獎                           | 2023年2月23日  | 最佳小眾電影                        | 《人造眷戀》             | 提名       | [ 79 ]               |
| 獨立精神獎                           | 2023年3月4日   | 最佳導演                            | 名田高梧                 | 提名       | [ 80 ] [ 81 ]        |
| 獨立精神獎                           | 2023年3月4日   | 最佳劇本                            | 名田高梧                 | 提名       | [ 80 ] [ 81 ]        |
| 評論家選擇超級獎                     | 2023年3月16日  | 科幻／奇幻電影最佳男演員            | 科林·法雷尔              | 待定       | [ 82 ] [ 83 ]        |

## 外部連結
- 官方网站
- 互联网电影数据库（IMDb）上《楊之後》的资料（英文）
- 亞歷山大·溫斯坦的《向楊說再見》 （页面存档备份，存于）